# Novatien
Cet article possède un paronyme, voir Novation (homonymie).
Novatien (ou Novat) est une personnalité chrétienne du IIIe siècle, à l'origine de l'Église novatianiste, aussi appelée cathare ou anabaptiste.

## Biographie
Si on ignore l'essentiel de sa biographie, l'histoire canonique en dresse néanmoins un portrait : ses origines sont incertaines, mais il est peut-être Romain, décrit comme un talentueux érudit, baptisé rapidement lors d'une grave maladie, et qui se consacre alors à l'Église locale. Contre l'avis de son clergé, étonné d'un baptême et d'une conversion si rapides, l'évêque de Rome Fabien l'ordonne prêtre.
Lors de la persécution de Dèce, alors qu'intervient une vacance du siège épiscopal de Rome à la suite de l'exécution de Fabien, c'est Novatien qui, en tant qu'érudit, maintient les contacts par de nombreuses lettres avec les autres Églises, celles d'Afrique et d'Orient, moins persécutées à ce moment précis.
C'est pourquoi l'élection de Corneille comme évêque de Rome en 251 le rend amer, car il estime que le poste lui revient de droit. Novatien trouve trois évêques italiens qui acceptent de le sacrer. Mais le synode de Rome, qui réunit à l'automne 251 plus de 60 évêques, valide l'élection de Corneille et excommunie Novatien. Il quitte Rome en 253 à la suite de la persécution de Trébonien Galle et la fin de sa vie est inconnue. Il est sans doute mort vers 258.
A posteriori, pour l'Église catholique, Novatien est le deuxième « antipape » de son histoire (si l'on considère comme « papes » les premiers évêques de Rome).

## Nature du schisme
Novatien accuse Corneille de laxisme face aux repentis, ces chrétiens qui avaient apostasié (les lapsi) durant la persécution de Dèce et qui souhaitent retourner dans le giron de l'Église.
« II soutint qu'on ne devait pas admettre à la communion ceux qui étaient tombés dans le crime d'idolâtrie, quelque pénitence qu'ils fissent. »
Ce schisme est à l'origine de l'Église novatianiste, proche d'autres courants postérieurs comme le donatisme et le mélécisme, qui, au IVe siècle, s'interrogeront, comme lui, sur l'attitude à avoir face aux repentis. Elle se maintient pendant deux siècles, avec son propre clergé, puis se confond à partir du milieu du IVe siècle avec le donatisme.